# San Francisco Solís
San Francisco Solís är en småstad i kommunen Temascalcingo i delstaten Mexiko i Mexiko. Samhället hade 1 176 invånare vid folkräkningen 2020.